# Convocações para a Copa do Mundo FIFA de 2014
Este artigo lista os convocados para a Copa do Mundo FIFA de 2014 competição que foi realizada no Brasil, entre 12 de junho e 13 de julho de 2014. Um total de 23 jogadores devem ser convocados sendo no mínimo 3 goleiros. Uma lista contendo 30 jogadores foi oficialmente divulgada pela FIFA em 16 de maio de 2014.
A lista provisória de 30 jogadores por Seleção foi enviada à FIFA até 13 de maio de 2014. A FIFA divulgou os 30 jogadores provisórios listados em seu site no dia 16 de maio de 2014. As listas finais de 23 jogadores por equipe foram enviadas à FIFA até 2 de junho de 2014. A FIFA divulgou os 23 jogadores listados, com os números de camisa, em seu site, no dia 5 de junho de 2014.
As equipes estão autorizadas a fazer substituições na lista final em caso de lesão grave, a qualquer momento, até 24 horas antes do primeiro jogo.
A idade coletada de cada jogador é até 12 de junho de 2014, o primeiro dia do torneio. O número de jogos listados para cada jogador não inclui quaisquer jogos realizados após o início da Copa do Mundo FIFA 2014. O clube listado é o clube para o qual o jogador jogou pela última vez em uma partida oficial antes do torneio. A nacionalidade de cada clube reflete a associação nacional (e não a liga), ao qual o clube é filiado.

## Grupo A

### Brasil
Convocação anunciada em 7 de maio de 2014.
Treinador:  Felipão

### Camarões
Treinador:  Volker Finke
Convocação anunciada em 2 de junho de 2014.

### Croácia
Treinador:  Niko Kovač
Convocação anunciada em 31 de maio de 2014.

### México
Treinador:  Miguel Herrera
Convocação anunciada em 9 de maio de 2014. Entretanto Luis Montes e Juan Carlos Medina foram cortados após lesão. Foram substituídos por Javier Aquino e Miguel Ángel Ponce.

## Grupo B

### Austrália
Treinador:  Ange Postecoglou
Convocação anunciada em 3 de junho de 2014.

### Chile
Treinador:  Jorge Sampaoli
Convocação anunciada em 1 de junho de 2014.

### Países Baixos
Treinador:  Louis van Gaal
Convocação anunciada em 31 de maio de 2014.

### Espanha
Treinador:  Vicente del Bosque
Convocação anunciada em 31 de maio de 2014.

## Grupo C

### Colômbia
Treinador:  José Pékerman
Convocação anunciada em 3 de junho de 2014.

### Costa do Marfim
Treinador:  Sabri Lamouchi
Convocação anunciada em 2 de junho de 2014.

### Grécia
Treinador:  Fernando Santos
Convocação anunciada em 19 de maio de 2014.

### Japão
Treinador:  Alberto Zaccheroni
Convocação divulgada em 12 de maio de 2014.

## Grupo D

### Costa Rica
Treinador:  Jorge Luis Pinto
Convocação anunciada em 30 de maio de 2014.

### Inglaterra
Treinador:  Roy Hodgson
Convocação anunciada em 12 de maio de 2014.

### Itália
Treinador:  Cesare Prandelli
Convocação anunciada em 1 de junho de 2014.

### Uruguai
Treinador:  Óscar Tabárez
Convocação anunciada em 31 de maio de 2014.

## Grupo E

### Equador
Treinador:  Reinaldo Rueda
Convocação anunciada em 2 de junho de 2014.

### França
Treinador:  Didier Deschamps
Convocação anunciada em 13 de maio de 2014. O meia Franck Ribéry foi cortado após não se recuperar de uma lombalgia.

### Honduras
Treinador:  Luis Fernando Suárez
Convocação anunciada em 5 de maio de 2014.

### Suíça
Treinador:  Ottmar Hitzfeld
Convocação anunciada em 13 de maio de 2014.

## Grupo F

### Argentina
Treinador:  Alejandro Sabella
Convocação anunciada em 2 de junho de 2014.

### Bósnia e Herzegovina
Treinador:  Safet Sušić
Convocação anunciada em 2 de junho de 2014.

### Irã
Treinador:  Carlos Queiroz
Convocação anunciada em 3 de junho de 2014.

### Nigéria
Treinador:  Stephen Keshi
Convocação anunciada em 2 de junho de 2014.

## Grupo G

### Alemanha
Treinador:  Joachim Löw
Convocação anunciada em 2 de junho de 2014.

### Gana
Treinador:  James Kwesi Appiah
Convocação anunciada em 1 de junho de 2014.

### Portugal
Treinador:  Paulo Bento
Convocação anunciada em 19 de maio de 2014.

### Estados Unidos
Treinador:  Jürgen Klinsmann
Convocação anunciada em 22 de maio de 2014.

## Grupo H

### Argélia
Treinador:  Vahid Halilhodžić
Convocação anunciada em 2 de junho de 2014.

### Bélgica
Treinador:  Marc Wilmots
Convocação anunciada em 2 de junho de 2014. Em 3 de junho de 2014 um exame médico mostrou que o goleiro Koen Casteels não tinha se recuperado totalmente de sua lesão, sendo substituído por Sammy Bossut.

### Coreia do Sul
Convocação anunciada em 8 de maio de 2014.
Treinador:  Hong Myung-Bo

### Rússia
Treinador:  Fabio Capello
Convocação anunciada em 2 de junho de 2014. Entretanto o meia Roman Chirokov foi cortado devido uma contusão, sendo substituído por Pavel Mogilevets.